# Jean-Henri de Goritz
Jean Henri IV, né vers 1322/1323 et mort à Trieste le 17 mars 1338, fut comte de Goritz de 1323 à sa mort.

## Biographie
Jean Henri succède à son père le comte Henri II de Goritz qui meurt le 24 avril 1323, alors que son seul fils et héritier n'est âgé que de quelques mois. Lors d'un partage successoral de la maison de Goritz, Henri avait reçu les domaines du « comté intérieur » autour de Gorizia (Goritz) en Frioul, tandis que son frère cadet Albert II, co-comte de Goritz, régna sur le val Pusteria (Pustertal) et la haute vallée de la Drave autour de Lienz (le « comté antérieur »). Henri avait exploité adroitement la course à la couronne impériale entre les dynasties de Habsbourg et de Wittelsbach et il était même en mesure d'occuper les cités de Trévise et Padoue.

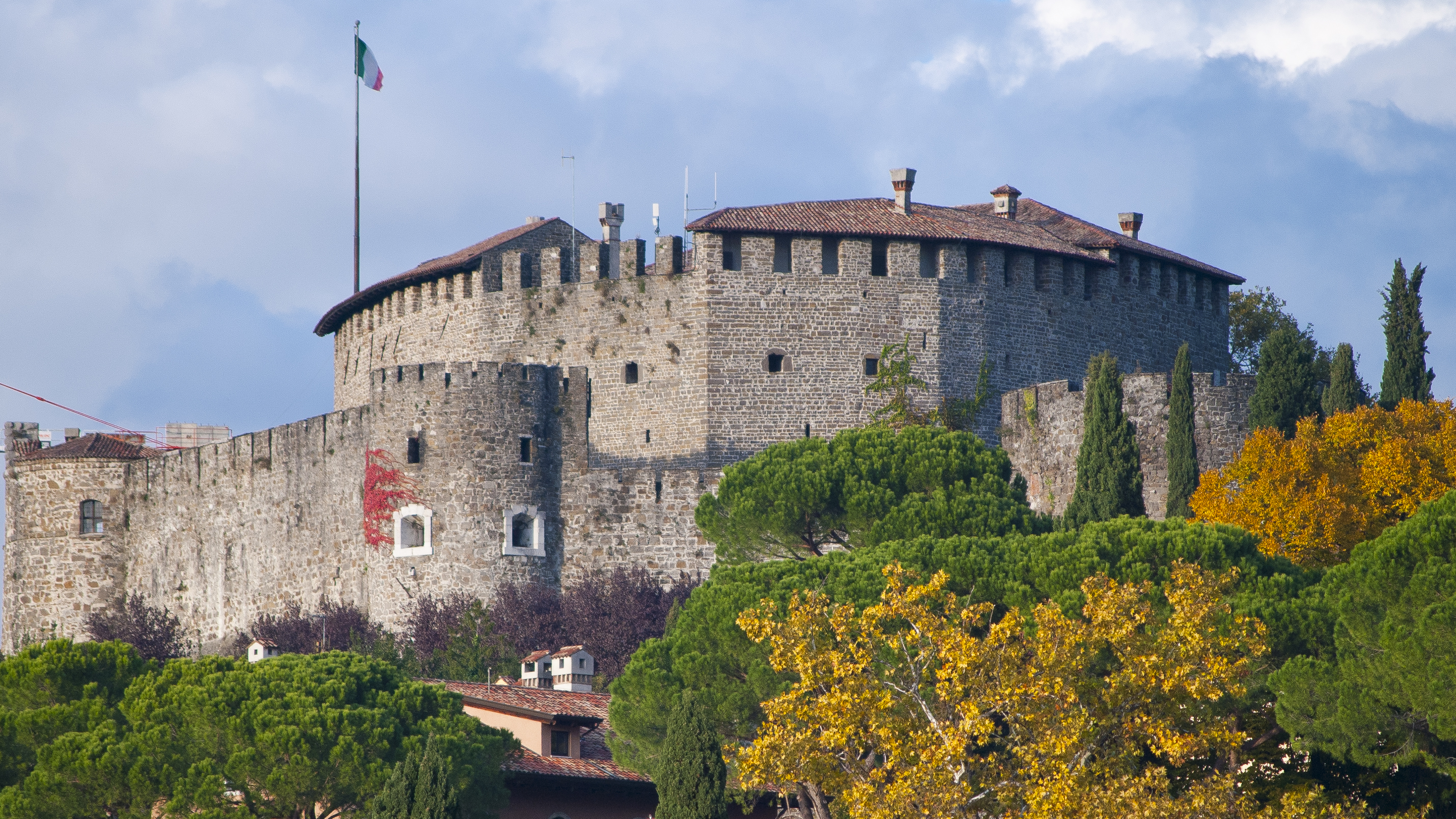
Le château de Gorizia.

La tutelle nominale du jeune comte est d'abord assumée par sa mère Béatrice de Wittelsbach, fille du duc Étienne Ier de Bavière, conjointe avec son oncle Albert II. Après la mort d'Albert en 1327, le tuteur de Jean Henri était le duc Henri de Carinthie, issu de la branche tyrolienne des Goritz, jusqu'à sa mort en 1335, et enfin Othon de Habsbourg, duc d'Autriche, un frère cadet de l'antiroi Frédéric le Bel et l'époux de sa tante Élisabeth de Wittelsbach.
Pendant ce temps, l'énergique Béatrice de Wittelsbach s'efforce de sauvegarder les intérêts de son fils en Haute-Italie face à la politique expansionniste de Cangrande della Scala, seigneur de Vérone, qui en 1329 fait son entrée solennelle à Trévise. Ses efforts son toutefois condamnés car le jeune comte meurt à l'âge de 15 ans, et avec lui s'éteint cette lignée des Goritz. Jean Henri fut enterré dans la collégiale de Rosazzo près d'Udine. L'héritage du comté intérieur passe aux représentants du rameau de la famille issu de son oncle Albert II.
Finalement c'est la république de Venise qui peut être considérée comme la puissance qui mène à l'accomplissement de la politique que Henri II avait poursuivie avec beaucoup d'énergie et de succès, au début du XIVe siècle, dans le Frioul et dans la marche trévisane. À partir de 1420, ces possessions faisaient partie des Domini di Terraferma (« domaines de terre-ferme ») qui regroupaient les possessions italiennes de Venise à l'exception du Dogado (« État du doge ») et le Stato da Màr (« État de la Mer »).

## Union et succession
Jean-Henri épouse le 28 septembre 1336 Anne de Habsbourg, la fille de Frédéric le Bel, veuve de Henri XV de Bavière. Leur union restera stérile et à sa mort, faute d'héritier, il a comme successeurs : les fils de son oncle le comte Albert II de Goritz, collégialement ses trois cousins : Albert III († 1374), Henri III († 1362) et Meinhard VI de Goritz († 1385). La lignée des comtes, princes du Saint-Empire à partir de 1365, s'éteint en 1500, avec le décès du petit-fils de Meinhard VI, Léonard de Goritz. Le comté revient finalement à l'Autriche intérieure au sein des territoires héréditaires des Habsbourg.

## Sources
- (it) Josef Riedman Enrico dans Enciclopedia Treccani.
- Anthony Stokvis, Manuel d'histoire, de généalogie et de chronologie de tous les États du globe, depuis les temps les plus reculés jusqu'à nos jours, préf. H. F. Wijnman, éditions Brill à Leyde 1889, réédition 1966, volume II, chapitre VI C 1. , et tableau généalogique n° 11 « Généalogie des comtes de Goritz et de Tyrol ».